# Coazhütte
Horská chata Coazhütte (rétorománsky Chamanna Coaz) je horská chata Švýcarského alpského klubu (SAC) nalézající se v horské skupině Bernina. Nachází se v nadmořské výšce 2610 m n. m. nad jezerem Lej da Vadret v údolí Val Roseg na území obce Samedan. Chata je pojmenována po prvním horolezci na Piz Bernina Johannu Wilhelmu Coazovi. Je snadno dostupná z prostřední stanicí lanovky na Corvatsch a v létě nabízí 80 míst na spaní a v zimě přístřešek pro deset osob.

## Historie
V roce 1877 postavila sekce SAC Bernina malou kamennou chatu Chamanna Mortèl. Ve 20. letech 20. století se chata stala majetkem sekce Rätia. V roce 1926 ji nahradila nová chata ve výšce 2385 m n. m., která nyní poprvé dostala název Chamanna Coaz.
V roce 1951 byl v důsledku ústupu ledovce Roseg poprvé zaznamenán pokles svahu v místě chaty, v důsledku čehož byla chata v roce 1964 zbourána a nahrazena novou chatou na současném místě. Koncepci a návrh nové budovy v roce 1964 vypracoval Jakob Eschenmoser, nejvýznamnější architekt chat SAC ve 20. století.
V roce 1982 byla chata rozšířena o boční přístavbu a poprvé vybavena osvětlením poháněným solárními články.

## Přístup
K chatě je celoroční přístup z obce Pontresina přes údolí Val Roseg. K hotelu Roseg je v provozu koňský povoz, ale cesta k chatě trvá další tři hodiny. V zimě je možný sjezd na turistických lyžích od horní stanice lanovky Surlej-Corvatsch za 1 hodinu. V létě vede od prostřední stanice lanovky nenáročná turistická trasa, doba chůze asi 2,5 hodiny.

## Přechody
- Rifugio Marco e Rosa (3597 m) doba chůze: 6–7 hodin přes Fuorcla da la Sella
- Rifugio Marinelli Bombardieri (2120 m) Doba chůze: 6 hodin přes Fuorcla da la Sella
- Tschiervahütte (2573 m) obtížná, cesta přes sutě, morény a potoky

## Dostupné vrcholy
- Piz Roseg (3937 m n. m.) doba chůze: 6,5 hodiny (trasa 163 nebo lyžařská trasa 776)
- La Sella (3584 m n. m.) Doba chůze: 4–5 hodin (trasa 136 nebo trasa Ski Tour 773a)
- Piz Sella (3511 m n. m.) Doba chůze: 4–5 hodin (Ski Tour Route 775a)
- Il Chapütschin (3387 m n. m.) Doba chůze: 3 hodiny přes severní hřeben (trasa 104 nebo skialpinistická trasa 770b) nebo jihozápadní hřeben (trasa 106).

## Galerie

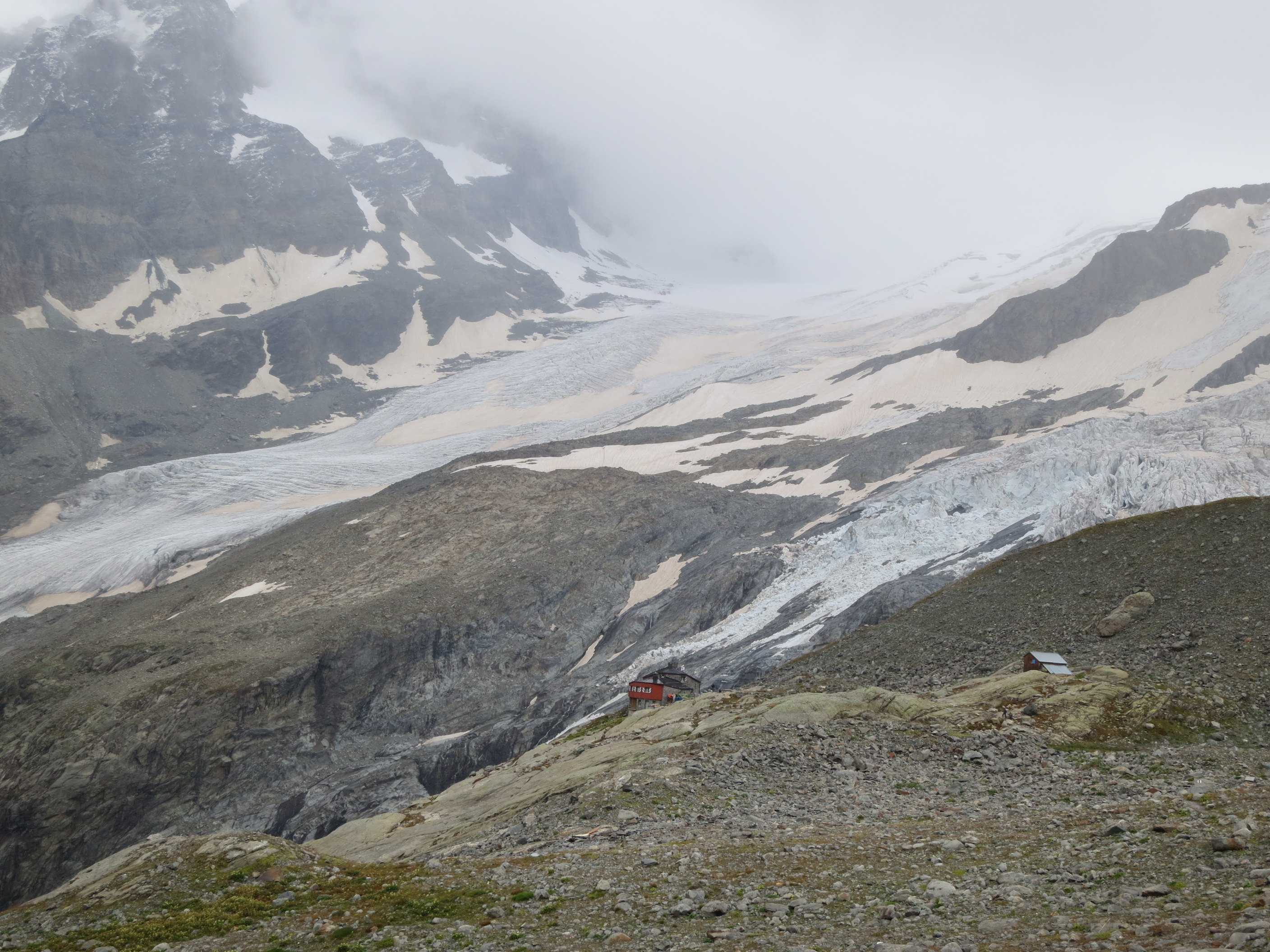
Coazhütte
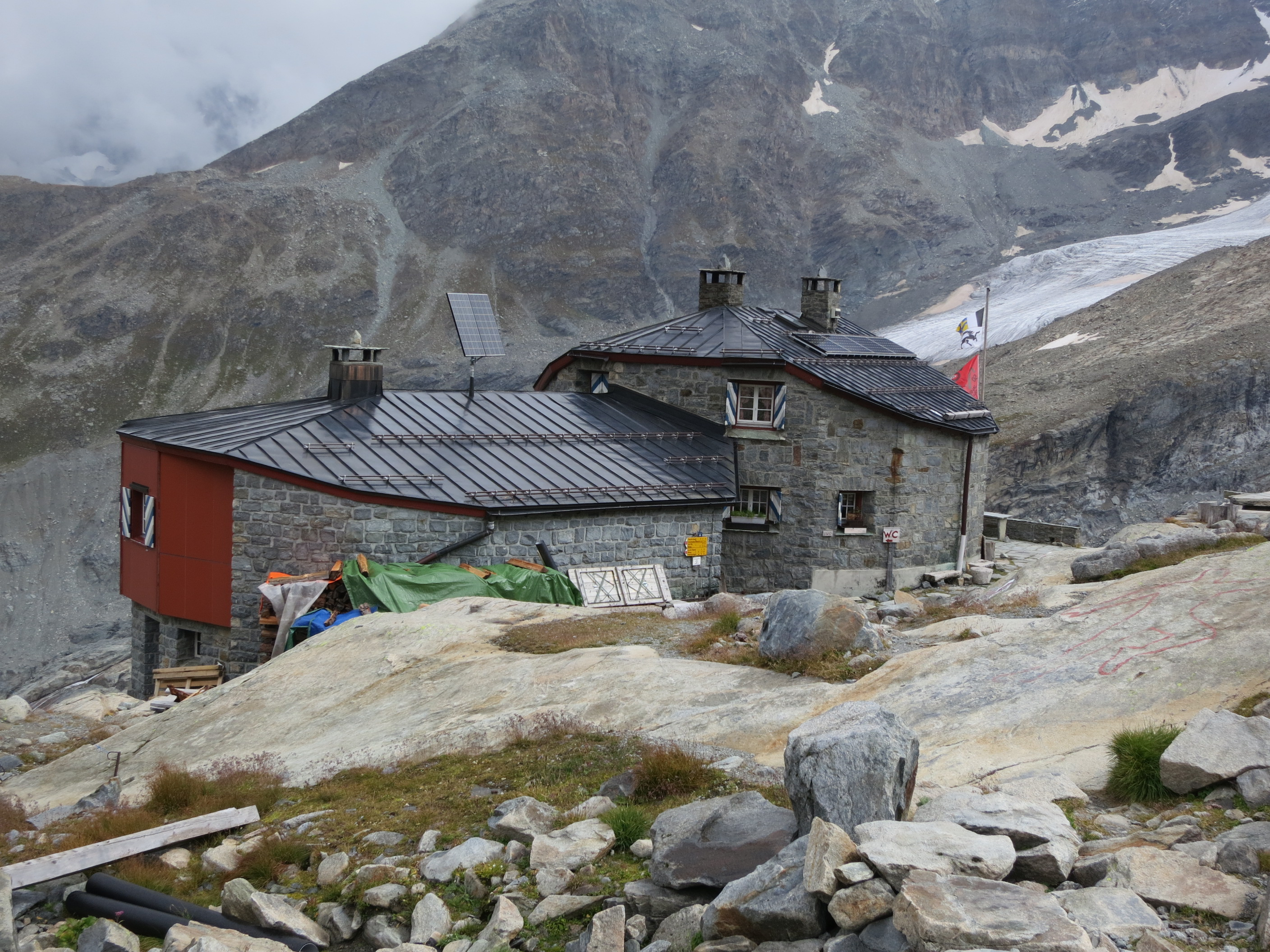
Coazhütte s přístavbou
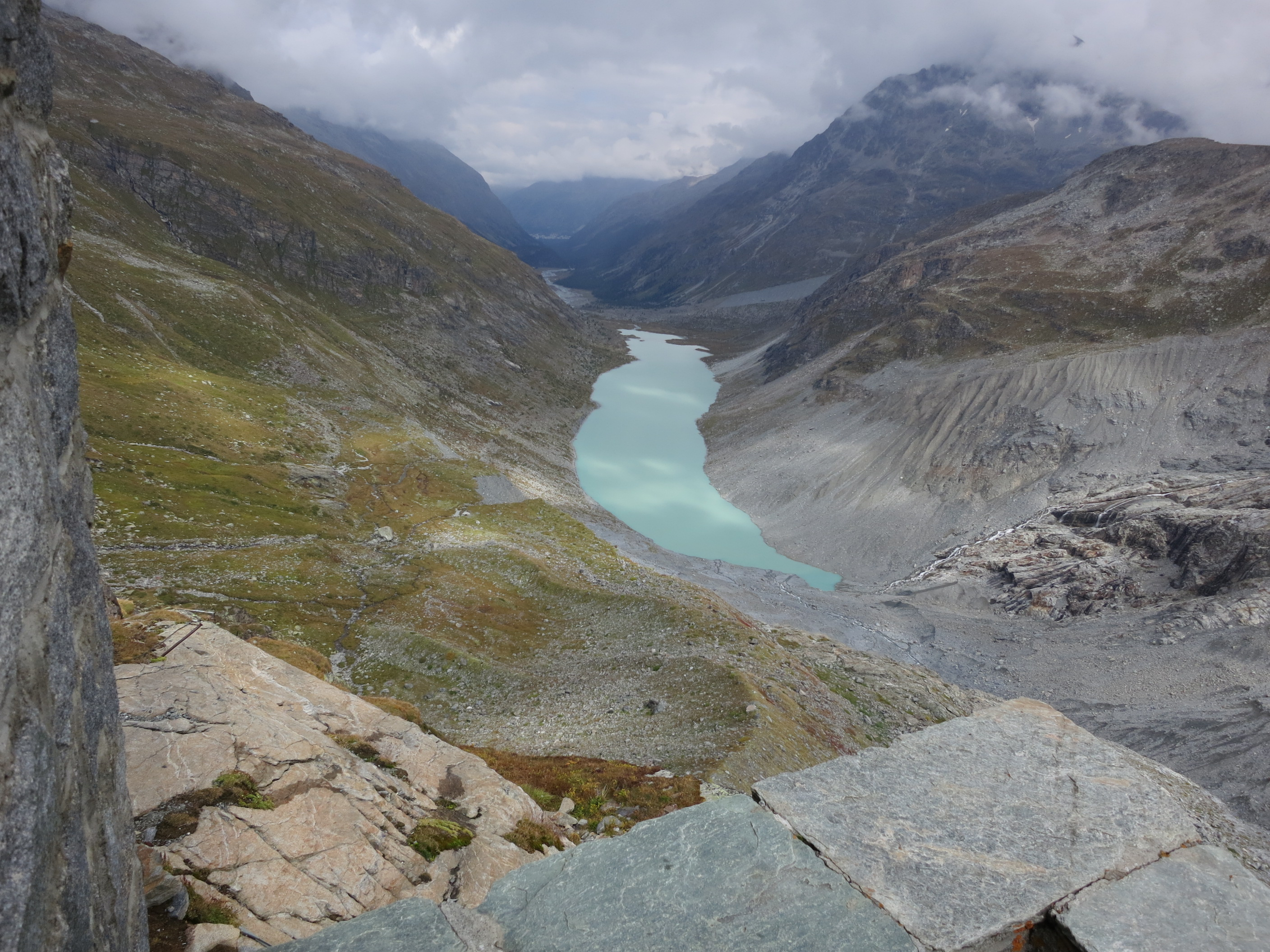
Val Roseg a Laj da Vadret
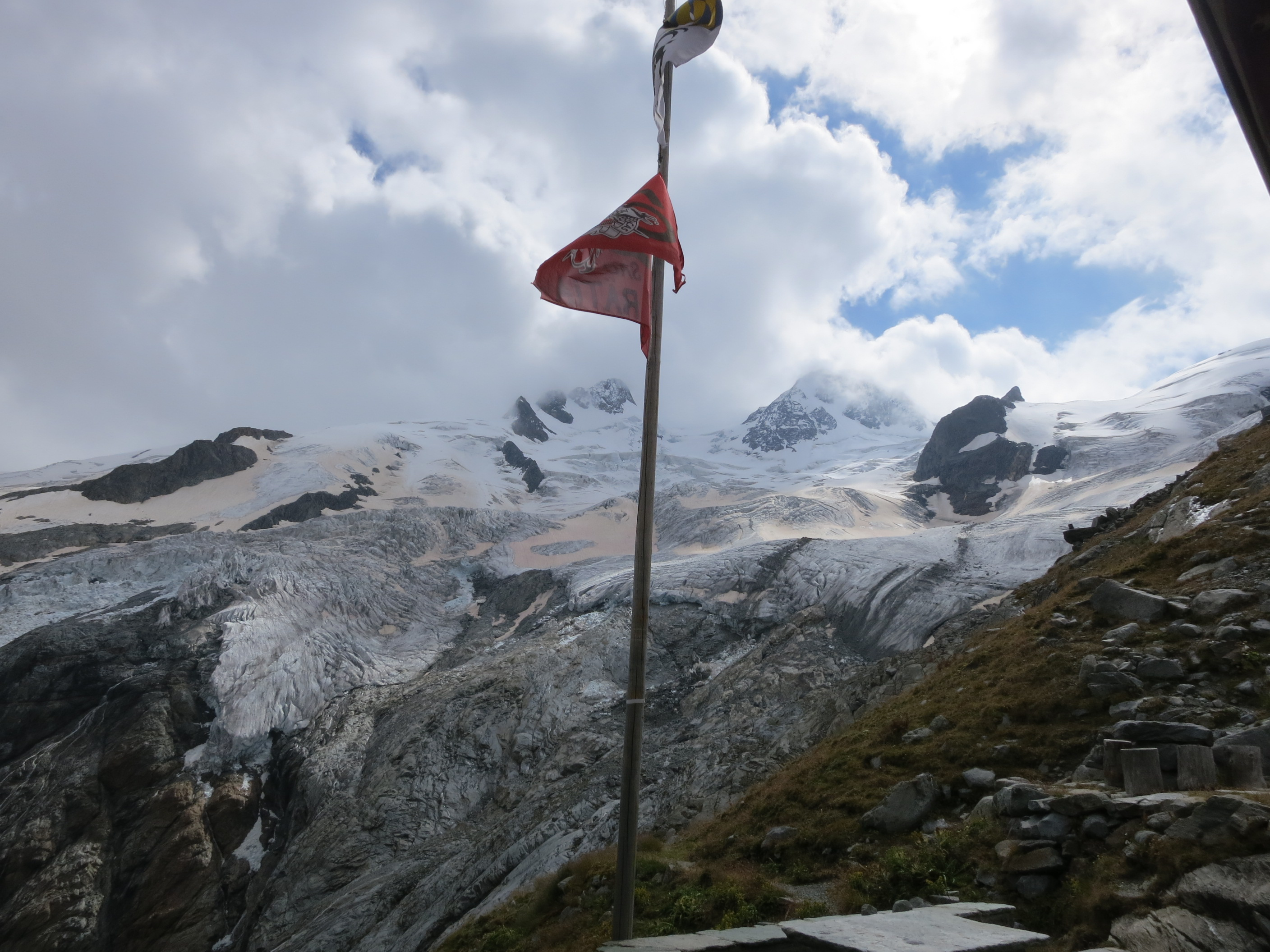
Ledovec Roseg